# Lakselv
La città di Lakselv (Leavdnja in Davvisápmi, Lemmijoki in finlandese/Kven) è l'abitato più importante della municipalità di Porsanger (contea di Finnmark in Norvegia) ed il suo centro amministrativo. La popolazione nel 2004 era di 2160.